# Alburquerque (Bohol)
Alburquerque is een gemeente in de Filipijnse provincie Bohol op het gelijknamige eiland. Bij de census van 2015 telde de gemeente bijna 11 duizend inwoners.

## Geografie

### Bestuurlijke indeling
Alburquerque is onderverdeeld in de volgende 11 barangays:
| - Bahi - Basacdacu - Cantiguib - Dangay - East Poblacion - Ponong | - San Agustin - Santa Filomena - Tagbuane - Toril - West Poblacion |

## Demografie
Alburquerque had bij de census van 2015 een inwoneraantal van 10.540 mensen. Dit waren 619 mensen (6,2%) meer dan bij de vorige census van 2010. Ten opzichte van de census van 2000 was het aantal inwoners gegroeid met 1.825 mensen (20,9%). De gemiddelde jaarlijkse groei in die periode kwam daarmee uit op 1,25%, hetgeen lager was dan het landelijk jaarlijks gemiddelde over deze periode (1,84%).

De bevolkingsdichtheid van Alburquerque was ten tijde van de laatste census, met 10.540 inwoners op 26,98 km², 390,7 mensen per km².